# RFC Raeren-Eynatten
RFC Raeren-Eynatten is een Belgische voetbalclub uit Eynatten, in de regio Oost-België. De club sloot zich in 1912 aan bij de KBVB en heeft geel en zwart als clubkleuren. Het stamnummer is 431.

## Geschiedenis
RFC 1912 Raeren kreeg bij de oprichting stamnummer 431 toegewezen. Het had de clubkleuren geel en zwart. RW Eynatten werd opgericht in 1975 en had stamnummer 8278 de clubkleuren waren rood en wit.
De clubs speelden in hun bestaan nog in de nationale reeksen. In 2016 fuseerden ze met elkaar en werd de naam RFC Raeren-Eynatten. Het ging verder met het stamnummer van RFC 1912, het stamnummer van Rot-Weiß Eynatten werd geschrapt.
De vereniging traint bijna altijd op kunstgras. RFC Raeren-Eynatten speelt momenteel op twee locaties haar matchen, in Eynatten op "Gut Neuenhof" en in Raeren in het "Jean-Willy Wüst Stadion".
In 2019 promoveerde men na zes jaar Eerste provinciale voor het eerst in haar geschiedenis naar de regionale reeksen. Daar speelde het een aantal keer bovenin mee, om uiteindelijk in 2024 te promoveren naar de Tweede afdeling. 

## Resultaten
| Seizoen                 | Klasse | Klasse | Klasse | Klasse | Klasse | Klasse | Klasse | Klasse | Klasse | Reeks                                                    | Punten                                                   | Opmerkingen                                                     |
|                         | I      | I      | II     | III    | IV     | P.I    | P.II   | P.III  | P.IV   |                                                          |                                                          |                                                                 |
| ----------------------- | ------ | ------ | ------ | ------ | ------ | ------ | ------ | ------ | ------ | -------------------------------------------------------- | -------------------------------------------------------- | --------------------------------------------------------------- |
| 2010/11                 |        |        |        |        |        |        | 4      |        |        | Tweede prov. Luik C                                      | 57                                                       |                                                                 |
| 2011/12                 |        |        |        |        |        |        | 1      |        |        | Tweede prov. Luik C                                      | 72                                                       |                                                                 |
| 2012/13                 |        |        |        |        |        | 9      |        |        |        | Eerste prov. Luik                                        | 40                                                       |                                                                 |
| 2013/14                 |        |        |        |        |        | 7      |        |        |        | Eerste prov. Luik                                        | 42                                                       |                                                                 |
| 2014/15                 |        |        |        |        |        | 9      |        |        |        | Eerste prov. Luik                                        | 39                                                       |                                                                 |
| 2015/16                 |        |        |        |        |        | 6      |        |        |        | Eerste prov. Luik                                        | 43                                                       |                                                                 |
|                         | 1A     | 1B     | 1Am    | 2Am    | 3Am    | P.I    | P.II   | P.III  | P.IV   | Vanaf 2016-17 zijn er 3 nationale en 2 regionale niveaus | Vanaf 2016-17 zijn er 3 nationale en 2 regionale niveaus | Vanaf 2016-17 zijn er 3 nationale en 2 regionale niveaus        |
| als RFC Raeren-Eynatten |        |        |        |        |        |        |        |        |        |                                                          |                                                          |                                                                 |
| 2016/17                 |        |        |        |        |        | 9      |        |        |        | Eerste prov. Luik                                        | 37                                                       |                                                                 |
| 2017/18                 |        |        |        |        |        | 2      |        |        |        | Eerste prov. Luik                                        | 71                                                       | verloren in interprovinciale eindronde                          |
| 2018/19                 |        |        |        |        |        | 1      |        |        |        | Eerste prov. Luik                                        | 66                                                       | kampioen                                                        |
| 2019/20                 |        |        |        |        | 3      |        |        |        |        | Derde klasse am. ACFF B                                  | 44                                                       | seizoen vroegtijdig gestopt wegens COVID-19                     |
| 2020/21                 |        |        |        |        | -      |        |        |        |        | Derde klasse am. ACFF B                                  | -                                                        | Competitie na vier speeldagen stopgezet vanwege COVID-19-virus. |
| 2021/22                 |        |        |        |        | 3      |        |        |        |        | Derde Afdeling ACFF B                                    | 53                                                       | Verlies in de eindronde voor promotie van Crossing Schaerbeek   |
| 2022/23                 |        |        |        |        | 2      |        |        |        |        | Derde Afdeling ACFF B                                    | 56                                                       | Verlies in de eindronde voor promotie van RFC Union La Calamine |
| 2023/24                 |        |        |        |        | 2      |        |        |        |        | Derde Afdeling ACFF B                                    | 66                                                       | Winst in de eindronde voor promotie tegen RSC Habay-la-Neuve    |
| 2024/25                 |        |        |        | 7      |        |        |        |        |        | Tweede afdeling ACFF                                     | 52                                                       |                                                                 |
| 2025/26                 |        |        |        |        |        |        |        |        |        | Tweede Afdeling ACFF                                     |                                                          |                                                                 |